# Alberti (stacja metra)
Alberti – stacja metra w Buenos Aires, na linii A. Znajduje się pomiędzy stacjami Pasco a Plaza Miserere. Stacja została otwarta 1 grudnia 1913.